# Altamura
Ne doit pas être confondu avec Altamira.
Altamura est une ville italienne d'environ 69 700 habitants (2022) située dans la ville métropolitaine de Bari dans la région des Pouilles.

## Histoire
La ville fut fondée par l'empereur Frédéric II sur les ruines de l'ancienne Lupatia.

## Économie
Le territoire communal fait partie de la zone de production de la Mozzarella di Gioia del Colle (AOP).

## Administration
| Période                                  | Période      | Identité         | Étiquette       | Qualité     |
| ---------------------------------------- | ------------ | ---------------- | --------------- | ----------- |
| 21 février 2018                          | 25 juin 2018 | Vittorio Lapolla |                 | Commissaire |
| 25 juin 2018                             | En cours     | Rosa Melodia     | centro-sinistra | Maire       |
| Les données manquantes sont à compléter. |              |                  |                 |             |

### Hameaux
Fornello

### Communes limitrophes
Bitonto, Cassano delle Murge, Gravina in Puglia, Grumo Appula, Matera, Ruvo di Puglia, Santeramo in Colle,  Toritto

## Culture et patrimoine
Les Murge d'Altamura, inscrites au patrimoine mondial de l'UNESCO, comprennent deux sites paléolithiques :
- la carrière des dinosaures (cava dei dinosauri), découverte en 1999, où l'on peut voir sur une étendue de 12 000 m2 plus de 4 000 empreintes de pieds de ces animaux préhistoriques ;
- la grotte de Lamalunga (grotta di Lamalunga) où a été découvert en 1993 le squelette de l'Homme d'Altamura, squelette néandertalien le plus complet découvert à ce jour dans le monde[4].

On trouve en outre sur le territoire communal deux autres sites remarquables :
- les murs mégalithiques (mura megalitiche), reste de l'enceinte de l'ancienne cité construite au IVe siècle av. J.-C. ;
- le Pulo di Altamura, la plus grande doline karstique des Murge, d'un diamètre d'environ 500 mètres.

### Musées
- le musée de l'Homme d'Altamura situé dans le Palazzo Baldassarre.
- le musée archéologique national d'Altamura.

## Personnalités liées à la ville
- Giacomo Tritto (1733-1824), compositeur né à Altamura.
- Saverio Mercadante (1795-1870), compositeur né à Altamura.
- Tommaso Fiore (1884-1973), écrivain né à Altamura et maire de la ville de 1921 à 1923.
- Giovanni Peragine, B. (1965), évêque né à Altamura, administrateur apostolique d'Albanie méridionale.